# Heliocontia pantherula
Heliocontia pantherula là một loài bướm đêm trong họ Noctuidae.